# A.S. Création
Компанія A.S. Création заснована в 1974 р і, тим самим, є наймолодшим виробником шпалер у Німеччині.

## Історія
|      | 2014 року — 40-річний ювілей підприємства 2013 — Перехід на іменні акції 2013 — Новий член правління, Виробництво і логістика 2013 — Відновлення сайту 2012 — LED Wallpaper від Інго Маурер під брендом Architects Paper 2011 — Нова концепція продажів 2011 — Нове уявлення на виставці 2011 — Додаток Tapetenshop 2011 — Введення в експлуатацію ще однієї цифрової друкарської машини 2010 — Ліцензія журналу Brigitte 2010 — Цифровий друк 2010 — Інструмент для замовлення шпалер, версія 2.0                        |
| 2010 | |
|      | 2009 — Інструмент для замовлення шпалер 2008 — Створення спільного підприємства ТОВ «А. С. і Палітра» 2008 — Придбання підприємств оптової торгівлі шпалерами 2007 — Запуск ресурсу tapetenshop.de 2006 — Краща якість поставок 2006 — Оновлення вебсайту 2005 — Постачальник року 2004 — Придбання підприємств оптової торгівлі шпалерами 2003 — розширення виробничих потужностей в Віль-Боміге 2003 — підрозділ декоративних тканин 2001 — Придбання компанії FUGGERHAUS 2000 — Переїзд компанії Indes Wohntextil GmbH |
| 2000 | |
|      | 1999 — Розширення виробничих потужностей 1999 — Пожежа 1998 — Розміщення акцій на біржі 1998 — Придбання компанії Borges 1998 — Фінансова криза 1994 — Початок будівництва нової фабрики 1991 — Перший досвід співпраці зі Східною Європою 1990 — Придбання контрольного пакета компанії її менеджерським складом 1990 — Возз'єднання |
| 1990 | |
|      | 1987 — Збільшення кількості співробітників 1984 — Експортна торгівля 1983 — Будівництво автоматизованого складу 1983 — Перше комп'ютеризоване робоче місце |
| 1980 | |
|      | 1975 — Глибокий друк 1974 — Створення підприємства |

## Захист навколишнього середовища і безпека продукції
Продукція компанії A.S. Création маркується знаком якості Німецького інституту гарантії якості та маркувань, а з початку 2011 р на ній розміщується запропонованае законодавством підтверджене маркування знаком CE. Переслідуючи мету захисту навколишнього середовища і прагнучи виробляти екологічну продукцію, компанія використовує фарби на водній основі. Всі матеріали основи пройшли сертифікацію FSC®. Компанія A.S. Création регулярно інвестує в захист навколишнього середовища з тим, щоб відповідати законодавчим та відомчим розпорядженням. Також компанія направляє інвестиційні кошти на модернізацію виробництва, так як самі передові технології дозволяють домогтися підвищення ефективності використання ресурсів.

## Марки компанії
Сегмент шпалер компанії A.S. Création включає в себе торгові марки «innova», «A.S. Création», «livingwalls» і «Architects Paper». При цьому під торговою маркою початкового рівня «innova» пропонується базовий асортимент продукції для економних клієнтів. Асортимент шпалер торгової марки «A.S. Création» ширше і відрізняється більш високою якістю, ніж «innova». Марка «livingwalls» є більш сучасною, ніж «A.S. Création», і включає в себе дизайнерські колекції шпалер, а також колекції, адаптовані під певний стиль життя. Так, наприклад, шпалери марок Lars Contzen і ESPRIT home пропонують саме під брендом «livingwalls». І, нарешті, «Architects Paper» — це марка, що включає в себе високоякісний фірмовий асортимент від компанії A.S. Création. Дана торгова марка включає в себе ексклюзивні, індивідуальні та адаптуються під конкретного клієнта рішення, а також шпалери ручної роботи для архітекторів, дизайнерів, фахівців з дизайну інтер'єрів і вимогливих приватних клієнтів.
У сегменті декоративних тканин представлені марки «Indes» і «Fuggerhaus». У минулому вони належали незалежним виробникам текстилю з високими вимогами до якості та обслуговування.